# 빅토리아항

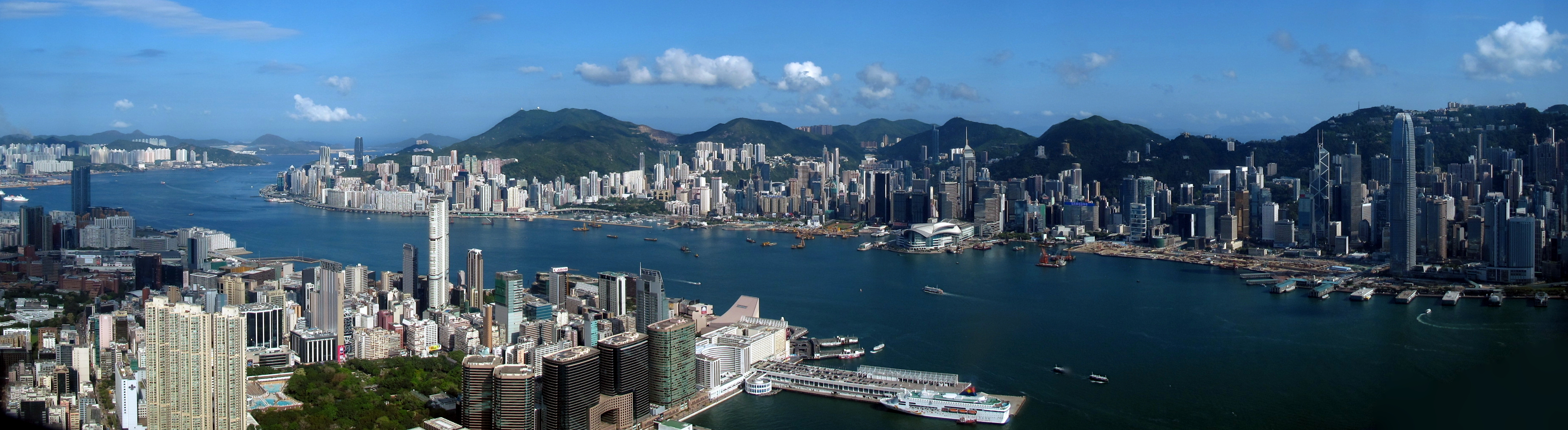
ICC에서 본 홍콩 빅토리아항 파노라마.

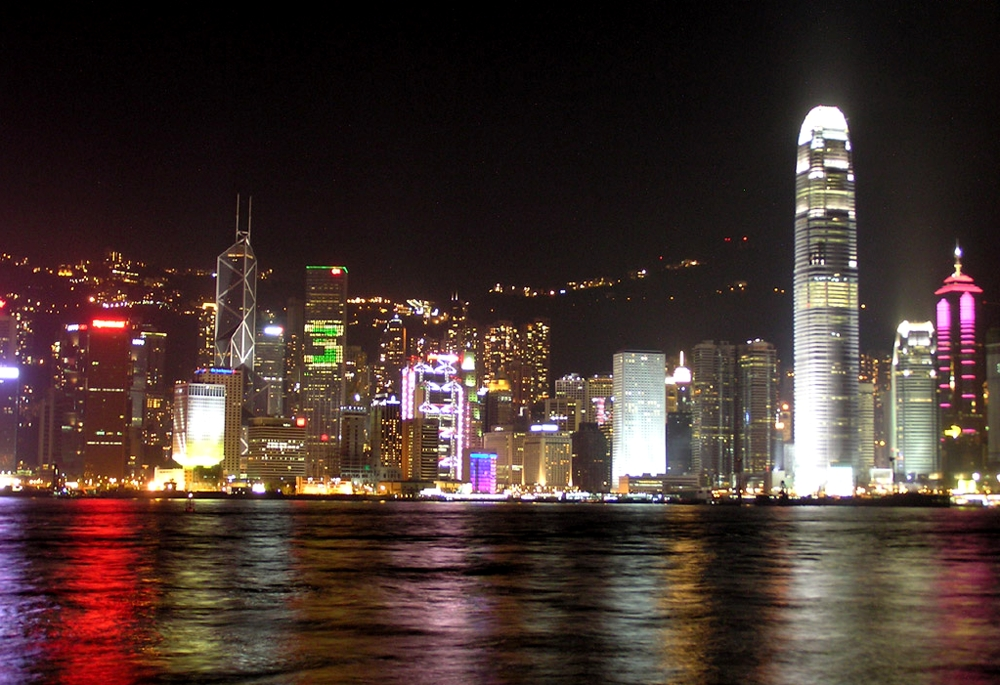
침사추이에서 바라본 빅토리아항의 야경. 홍콩 센트럴에 위치한 마천루들이 보인다.

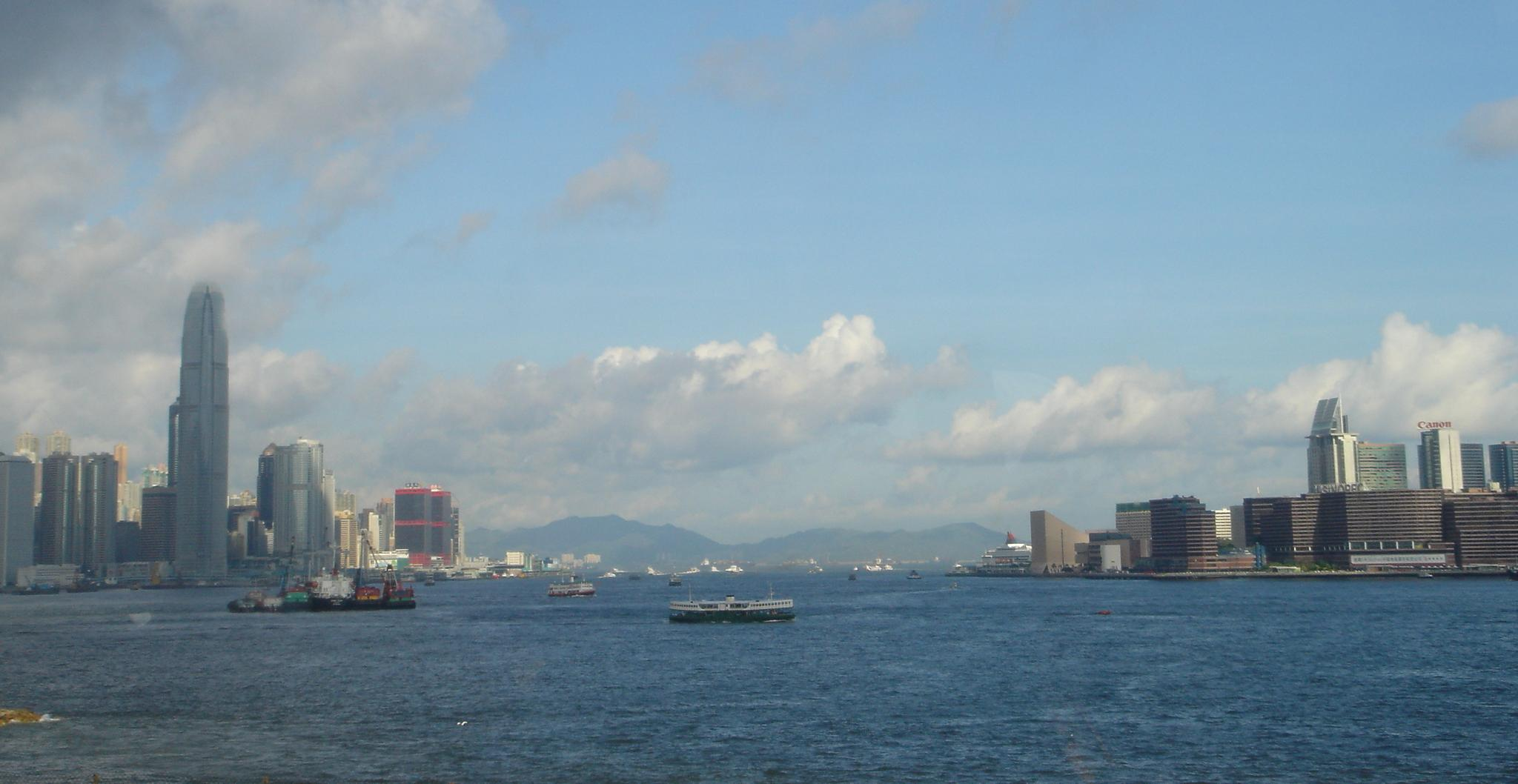
노스 포인트에서 바라본 빅토리아항. 홍콩섬이 왼쪽에 보이고 가우룽반도가 오른쪽에 보인다.

빅토리아항(Victoria Harbour, 중국어: 維多利亞港, 줄여서 維港 유항[*])은 홍콩의 가우룽반도와 홍콩섬 사이에 위치한 항구이다. 면적은 2004년 현재 약 41.88 km2인데, 수심이 깊어 천연의 자연항으로서 적합하다. 빅토리아항은 "세계 삼대 천연항" 중 하나이자 세계 삼대 야경을 뽐내고 있는 곳 중 하나이다. 빅토리아항으로 인해 홍콩은 동방의 진주라는 애칭을 갖게 되었다.
1차 아편 전쟁 당시, 자연항으로서의 수심이 깊고 깊숙한 곳에 위치한 까닭에 영국이 이 곳을 노렸다. 1차 아편 전쟁 후 영국이 이곳을 점령했고 무역 거점 겸 홍콩을 건설하였다.
빅토리아항은 파노라마처럼 펼쳐진 광경으로 유명하다. 빅토리아항 자체가 최고의 관광지이기도 하다.

## 지리

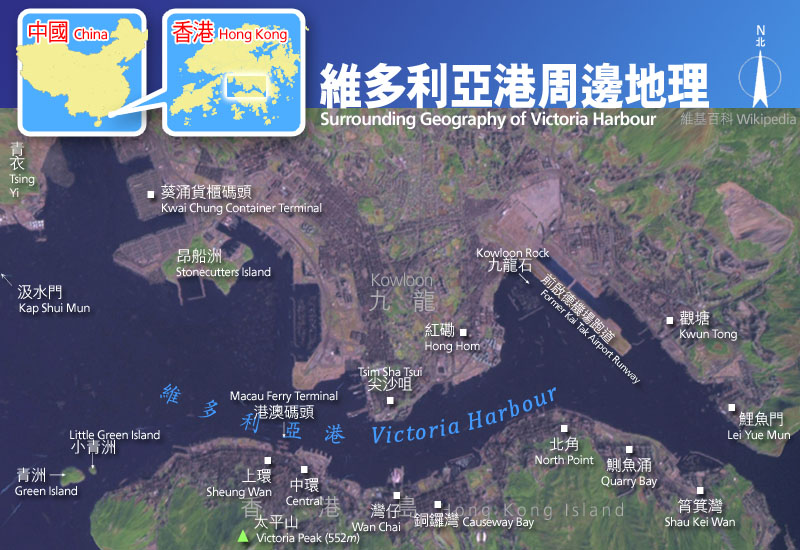
빅토리아항을 내려다보고 찍은 위성 사진

2013년 자료에 근거하면, 빅토리아항의 면적은 현재 약 41.17 km2이며, 평균 수심은 12m이다. 뱃길에서 물이 가장 깊은 곳은 레이위먼인데 수심은 약 43m이다. 뱃길에서 물이 가장 얕은 곳은 야우마테이인데, 수심 약 7m이다. 빅토리아항의 범위는 동쪽으로는 레이위먼이고 (약 350m), 서쪽으로는 캅수에이먼(약 210m), 북쪽으로는 칭이도 남부 해역까지이다. 빅토리아 항의 조차는 약 1m이다.

### 섬
빅토리아 항에 자리한 섬은 다음과 같다.
- 그린섬 (항구 서쪽 끝)
- 리틀 그린섬
- 가우룽 락
- 칭이섬 (항구 서쪽 끝)

예전의 섬 (간척 사업 후 현재는 인접한 육지에 연결되어 있다.):
- 스톤커터스섬 - 라이지콕과 신가우룽과 연결.
- 채널 락 - 퀀 통, 신가우룽과 연결.
- 컬렛섬 - 코즈웨이베이, 홍콩섬과 연결
- 호이 샴섬 - 토 콰 완, 가우룽과 연결.
- 응아 잉 차우 - 칭이섬, 신지에와 연결.
- 필라섬 - 콰이 청, 신지에와 연결.
- 몽 차우 - 콰이 청, 신지에와 연결.
- 차우 차이 - 칭이섬과 연결.

## 같이 보기
- 홍콩의 지역 목록
- 홍콩의 교통